# نيكول ماكلاود
ليلي أرلين نيكول جاد ماكلاود (بالإنجليزية: Nicole McCloud)‏ (من مواليد 7 ديسمبر 1958 في روتشستر (نيويورك))، المعروفة اختصارا باسم نيكول ماكلاود أو نيكول جي ماكلاود هي راقصة ومغنية آر أند بي أمريكية.
سجلت أربعة ألبومات استوديو هما ماذا عني سنة (1986)، Jam Packed سنة (1988)، Love Town سنة (1998) وماذا في ذلك؟ سنة (2002). أصبحت أغنية «لا تريد يا حبي» أغنية دولية. ومن بين أغاني الولايات المتحدة الأخرى "Runnin 'Away" و "Search'n". في أواخر التسعينيات، كانت أيضًا جزءًا من مشروع موسيقى «أصوات الحرية».
في عام 2013، شاركت في الموسم الثالث من مسابقة الغناء الأمريكية ذا إكس فاكتور حيث وصلت إلى المرتبة الثامنة بشكل عام.

## العودة للساحة
في عام 2013، عادت ماكلاود إلى المشاركة في الموسم الثالث من مسابقة الغناء الأمريكية ذا إكس فاكتور حيت عرفت باسم ميلادها لي لي ماكلاود. في وقت تقديم الطلب إلى البرنامج، كانت تبلغ من العمر 54 عامًا ولديها ثلاثة أطفال (ابن وابنتان) وسبعة أطفال كبار.
تم بث تجربة أداءها في 12 سبتمبر 2013، حيث حصلت على إشادة الجمهور ولجنة تحكيم البرنامج الأربعة سايمون كاول، ديمي لوفاتو، باولينا روبيو وكيلي رولاند عن أغنية "Alabaster Box" للمغنية CeCe Winans.
وقد تم اختيارها من قبل لجنة تحكيم البرنامج في نهائيات 40 متنافس حيث تنافست بنجاح خلال تحدي الكراسي الأربعة لتؤمن موقعها في النهائي 16. كجزء من المتنافسين الأربعة للنهائي ممثلة فئة «أكثر من 25 سنة» تحت إرشادات المدربة كيلي رولاند.
وصلت إلى المرتبة الثامنة قبل أن تخسر في 28 نوفمبر 2013.
أداءها في ذا إكس فاكتور:
| تاريخ البث | البت المباشر                       | الموضوع          | الأغنية                     | المغني الأصلي      | النتيجة                             |
| ---------- | ---------------------------------- | ---------------- | --------------------------- | ------------------ | ----------------------------------- |
| 12 سبتمبر  | تجربة الأداء                       | اختيار المشارك   | "Alabaster Box"             | CeCe Winans        | المرور لتحدي الكراسي الأربعة        |
| 2 أكتوبر   | تحدي الكراسي الأربعة               | أداء منفرد       | "A House Is Not a Home"     | ديون وارويك        | النجاة                              |
| 29 أكتوبر  | البت المباشر 1 (أفضل 16)           | اختيار المدرب    | "عندما يحب الرجل امرأة"     | بيرسي سليدج        | الإنقاذ من قبل المدربة كيلي رولاند. |
| 6 نوفمبر   | البت المباشر 2 (أفضل 13)           | ليالي موتاون     | "All In Love is Fair"       | ستيفي وندر         | غ/م                                 |
| 7 نوفمبر   | البت المباشر 3 (أفضل 13 فرصة أخرى) | اختيار المشارك   | "Who Wants To Live Forever" | كوين               | النجاة                              |
| 13 نوفمبر  | البت المباشر 4 (أفضل 12)           | ليالي التمانينات | "Ain't Nobody"              | Rufus & Chaka Khan | النجاة                              |
| 20 نوفمبر  | البت المباشر 5 (أفضل 10)           | الغزو البريطاني  | This Woman's Work           | كيت بوش            | النجاة                              |
| 27 نوفمبر  | البت المباشر 6 (أفضل 8)            | Big Band Night   | Summertime                  | جورج غيرشوين       | الإقصاء                             |

## روابط خارجية
- نيكول ماكلاود على موقع IMDb (الإنجليزية)
- نيكول ماكلاود على موقع ميوزك برينز (الإنجليزية)
- نيكول ماكلاود على موقع ديسكوغز (الإنجليزية)
- نيكول ماكلاود على موقع قاعدة بيانات الفيلم (الإنجليزية)